# 족부의학
족부의학(足部醫學, 영어: podiatry), 또는 족부학은 발과 발목의 장애를 연구, 진단 및 치료하는 의학의 한 분야이다. 의료 전문가는 족부전문의로 알려져 있다. 미국 족부 의과대학 커리큘럼에는 하지해부학, 일반 인체해부학, 생리학, 일반의학, 신체평가, 생화학, 신경생물학, 병태생리학, 유전학 및 발생학, 미생물학, 조직학, 약리학, 여성건강, 신체재활, 스포츠의학, 연구, 윤리 및 법학, 생체 역학, 정형 외과 수술의 일반 원칙, 발 및 발목 수술 등을 다룬다.
족부의학은 고임금 전문 분야이다. MGMA(Medical Group Management Association) 데이터에 따르면 단일 전문 분야의 일반 족부 전문의는 $230,357의 중간 급여를 받는 반면, 다중 전문 분야의 진료 유형은 $270,263를 번 것으로 나타났다. 그러나 족부의학 전문의는 단일 전문 분야에서 더 많은 돈을 벌고 있으며 중앙값은 $286,201의 다중 전문 분야에 비해 $304,474이다.
족부의학은 많은 국가에서 전문 분야로 시행된다.

## 같이 보기
- 족부의사